# Socjalizm melanezyjski
Melanezyjski socjalizm – regionalna koncepcja socjalizmu opracowana przez duchownego anglikańskiego Waltera Lini z Nowych Hebrydów (obecnie Vanuatu), założyciela Vanua’aku Pati i późniejszego premiera kraju powstałego w 1980. 

## Charakterystyka
Poglądy na temat socjalizmu Waltera Lini opierały się w dużej części na filozofii Juliusa Nyerere, który był prekursorem afrykańskiego socjalizmu w Tanzanii. Walter Lini głosił, że postulaty socjalistyczne są zgodne z miejscowymi tradycjami społeczeństwa, poprzez swoje przed kolonialne obyczaje, nacisk czy własność komunalną. Jego ojciec jako anglikański duchowny, odwoływał się w działalności politycznej do wartości chrześcijańskich, starając się połączyć filozofię socjalistyczną i chrześcijaństwo w ramach „drogi Melanezji”. W tym sensie, melanezyjski socjalizm nie jest rewolucyjny, lecz zgodny z tradycjami Vanuatu.
Walter Lini szukał zbliżenia z krajami takimi jak Kuba czy Libia, wierzył, że socjalizm w ubogich krajach nie musi pociągać za sobą sojuszu z ZSRR i państwami bloku wschodniego. Vanuatu utrzymywało w tym okresie bliskie stosunki z sąsiednimi państwami takimi jak Papua-Nowa Gwinea czy Wyspy Salomona, na arenie międzynarodowej pozostawało neutralne. W 1982, rząd państwa wyraził nadzieję na ewentualną próbę budowy federacji Melanezji, sam Lini określał projekt ten jako „renesans wartości melanezyjskich”.
W Nowej Kaledonii do melanezyjskiego socjalizmu odwołuje się Front Narodowego i Socjalistycznego Wyzwolenia Kanaków, sojusz partii niepodległościowych. Ruch ten wspierany jest przez niepodległe państwa regionu.